# محمد یاسر
محمد یاسر (انگلیسی: Mohammed Yasser؛ زادهٔ ۱۰ اکتبر ۱۹۸۲) یک بازیکن فوتبال اهل قطر است.

## باشگاهی
از باشگاه‌هایی که در آن بازی کرده‌است می‌توان به الریان، الغرافه، القطر، الخور، ام صلال، الخریطیات، اشاره کرد.

## تیم ملی
وی همچنین در تیم ملی فوتبال قطر بازی کرده است.